# Brak (zespół muzyczny)
Brak – polski zespół nowofalowy.

## Historia
Powstał pod koniec 1980 w Łodzi z inicjatywy wokalisty/basisty Ziemowita Kosmowskiego (ex–Phantom), gitarzysty Krzysztofa Papużyńskiego i perkusisty Leonarda Jakubowskiego. Szerszej publiczności zaprezentował się latem następnego roku, podczas II Ogólnopolskiego Przeglądu Muzyki Młodzieżowej w Jarocinie. Po festiwalu Brak wystąpił m.in. na Pop Session w Operze Leśnej w Sopocie. W 1982 grupa w poszerzonym składzie: o saksofonistę Kamila Bilskiego, basistę Tadeusza Szymczaka (Kosmowski zamienił w tym czasie gitarę basową na gitarę) i perkusistę Włodzimierza Rode dokonała nagrań czterech utworów w studiu Polskiego Radia Opole. W tym samym roku zespół wziął udział w łódzkim "Rockowisku" w Hali Sportowej MOSiR (jedno nagranie z tego koncertu i cztery nagrania z P.R Opole ukazały się w 1998 na kompilacji różnych wykonawców Porzucona Generacja). W 1983 roku zespół wystąpił w Opolu i niewiele później zakończył działalność. Kosmowski z Bilskim kontynuowali karierę w Rendez-Vous.
W 2006 wytwórnia Manufaktura Legenda wydała album Brak zawierający nagrania zespołu z całego okresu kariery.
W 2007 zespół reaktywował się na jeden koncert (w składzie: Ziemowit Kosmowski, Jacek Januszewicz, Sławomir Macias, Daniel Frontczak i Michał Karkusiński) podczas imprezy Muzyka z Oblężonego Miasta w Lubinie zorganizowanej w 25-rocznicę strajków.

## Muzycy
- Ziemowit Kosmowski – wokal, gitara basowa, gitara (1980–1983)
- Krzysztof Papużyński – gitara (1980–1982)
- Leonard „Kuba” Jakubowski – perkusja (1980–1982)
- Kamil Bilski – saksofon altowy (1982–1983)
- Tadeusz Szymczak – gitara basowa (1982–1983) zmarł 11-01-2015 roku w Łodzi
- Włodzimierz Rode – perkusja (1982–1983)

## Dyskografia

### Albumy
- Brak (2006)

### Kompilacje różnych wykonawców
- Porzucona Generacja (1998) – utwory: "Na Bliskim Wschodzie", "Przekłute powietrze", "Teatr", "Złoto", "Pokolenie" i "Do wzięcia"